# 5208 Ройєр
5208 Ройєр (5208 Royer) — астероїд головного поясу, відкритий 6 лютого 1989 року.
Тіссеранів параметр щодо Юпітера — 3,357.